# (12078) Ikezi
(12078) Ikezi est un astéroïde de la ceinture principale découvert en 1998.

## Description
(12078) Ikezi a été découvert le 20 mars 1998 à l'observatoire Magdalena Ridge, situé dans le comté de Socorro, au Nouveau-Mexique (États-Unis), par le projet Lincoln Near-Earth Asteroid Research (LINEAR).

### Caractéristiques orbitales
L'orbite de cet astéroïde est caractérisée par un demi-grand axe de 2,20 UA, un périhélie de 1,95 UA, une excentricité de 0,11 et une inclinaison de 3,69° par rapport à l'écliptique. Du fait de ces caractéristiques, à savoir un demi-grand axe compris entre 2 et 3,2 UA et un périhélie supérieur à 1,666 UA, il est classé, selon la JPL Small-Body Database, comme objet de la ceinture principale.

### Caractéristiques physiques
(12078) Ikezi a une magnitude absolue (H) de 15,4 et un albédo estimé à 0,154.